# John James Audubon
John James Audubon (26 tháng 4 năm 1785 – 27 tháng 1 năm 1851) là một nhà điểu cầm học, tự nhiên học, thợ săn và họa sĩ người Mỹ gốc Pháp. Ông nổi tiếng với tuyển tập các bức minh hoạ những loài chim ở Bắc Mỹ. Audubon tên thật là Jean Rabin, những đổi tên mình thành John James Audubon vào năm 18 tuổi, khi lên tàu di cư sang Mỹ vào năm 1803.
Sinh ra tại thuộc địa Saint Domingue của Pháp (ngày nay là Haiti) và lớn lên tại Pháp, với tình yêu nước Mỹ và những công trình đóng góp cho nhân loại của mình, ông đại diện cho lớp người Mỹ mới tại Hoa Kỳ.